# مناره مسجد جامع ساوه
مناره مسجد جمعه (جامع) مربوط به دوره سلجوقیان است و در ساوه، خیابان سلمان ساوجی، مسجد جامع واقع شده و این اثر در تاریخ ۱۵ دی ۱۳۱۰ با شمارهٔ ثبت ۱۵۷ به‌عنوان یکی از آثار ملی ایران به ثبت رسیده است.
این مناره که از آجر و ساروج ساخته شده است، در خارج از محدوده بنای مسجد جامع قرار دارد. ارتفاع مناره ۱۴ متر و قطر آن ۳٫۵ متر می‌باشد و در داخل آن پله‌هایی قرار دارد. قسمت پایینی این مناره ساده بوده و قسمت‌های بالایی آن، مزین به نقوش آجری می‌باشد. بر اساس مستندات تاریخی، این مناره در ابتدا کاملاً عمودی و دارای ارتفاعی بالغ بر ۳۰ متر بوده است. در اثر سیل ناشی از طغیان رودخانه مزلقان در سال ۱۰۵۱، این شهر به کلی تخریب شد و تنها چند اثر مستحکم باقی ماندند که مسجد جامع و این مناره از آن جمله هستند که این مناره نیز در اثر سیل مایل شد و عمود بودن خود را از دست داد. هنوز علت اصلی تخریب نیمه بالایی مناره مشخص نشده است.

## نگارخانه

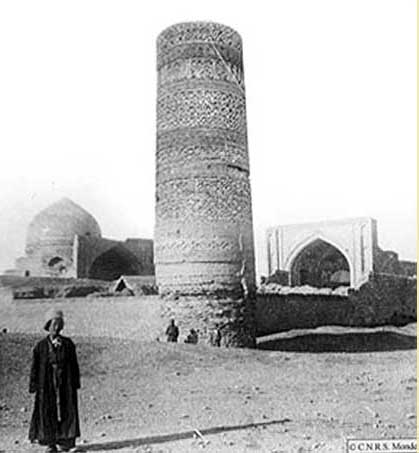
قدیمی‌ترین عکس از مناره و مسجد جامع ساوه
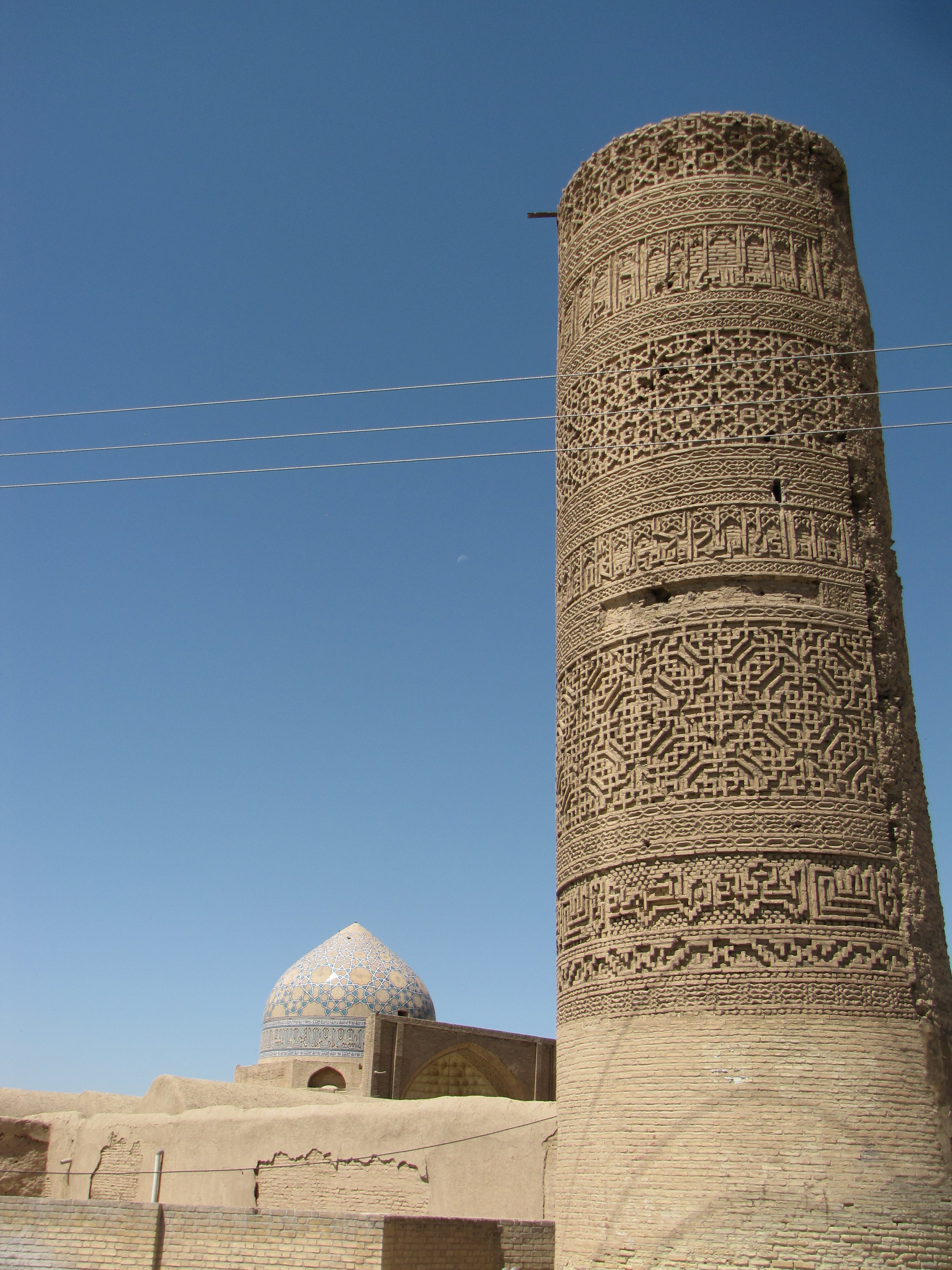
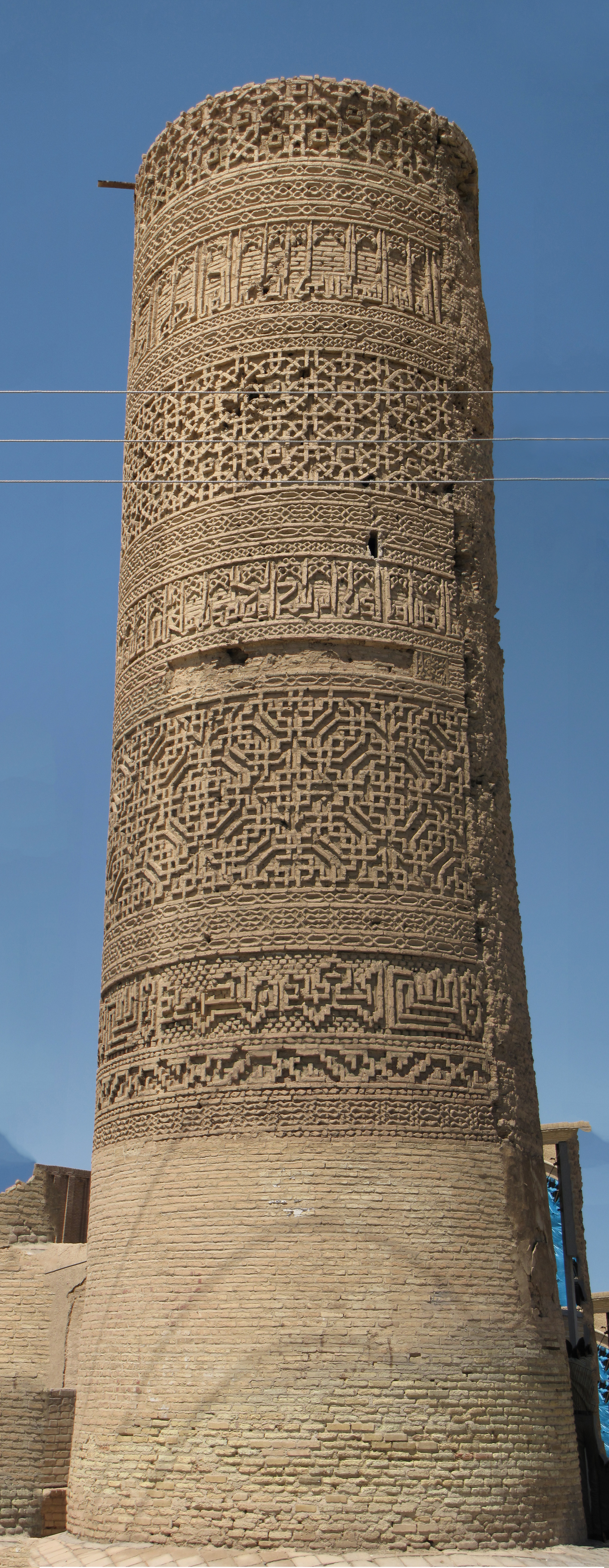
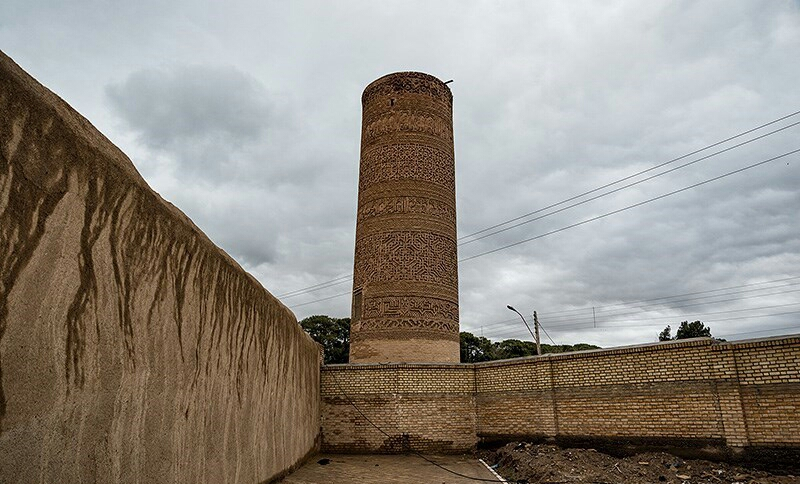
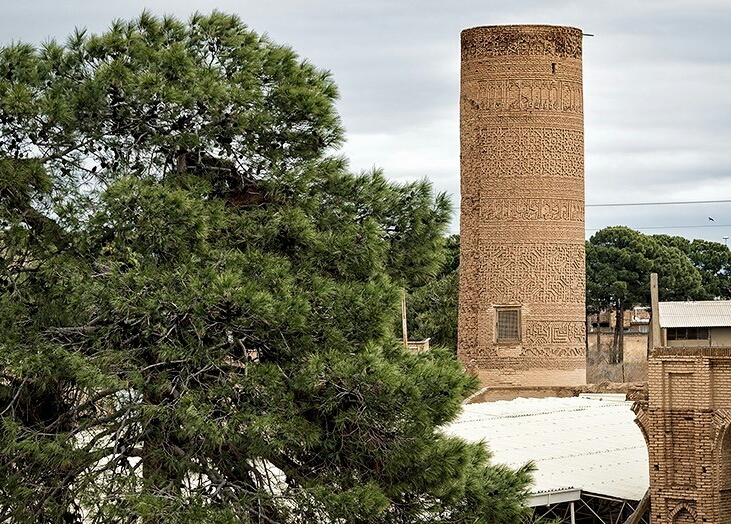